# Transsexual

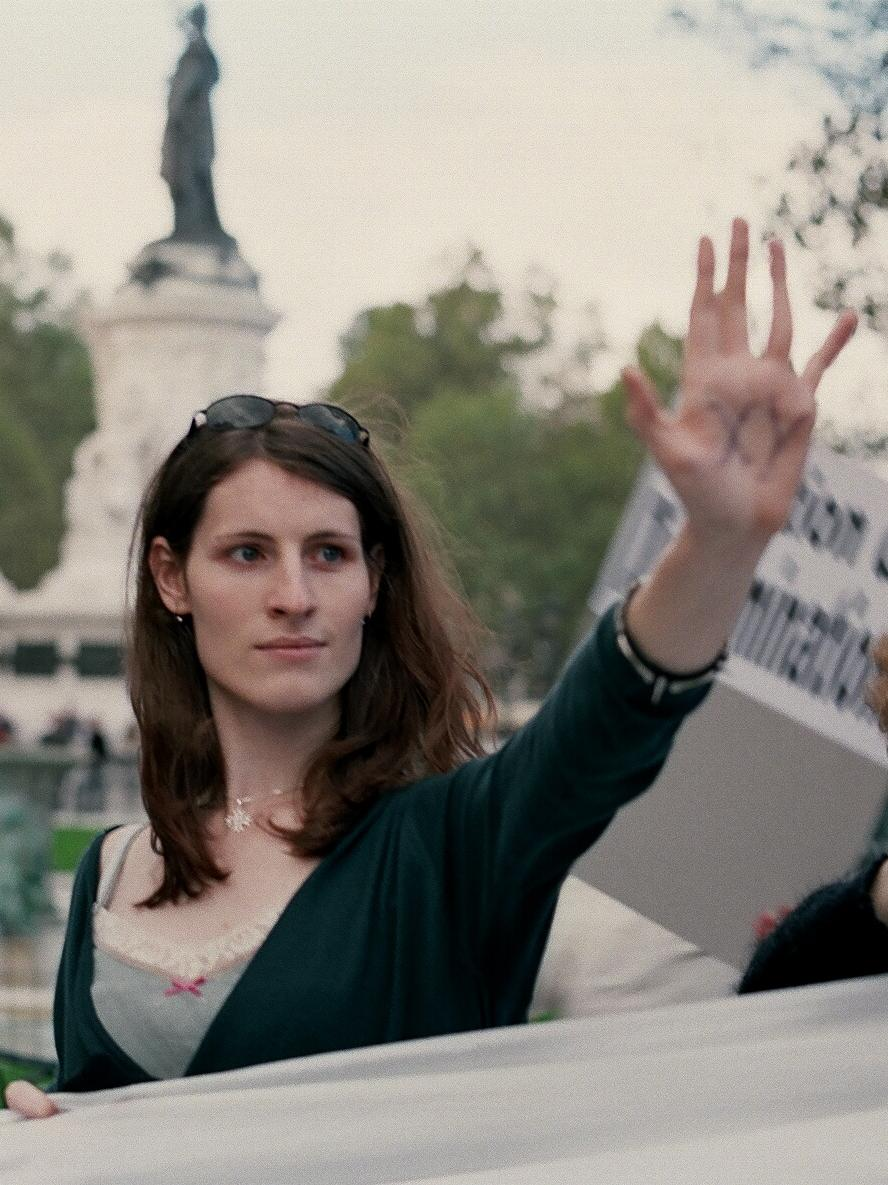
變性女性 July Schultz 在戶外遊行活動中舉起手掌，上面寫著「XY」字樣。

transsexual，又称TS、变性人、变性者、变性欲者，是一种传统的跨性别称谓。尽管这一词汇在今日具有歧视性争议，但有些人仍然拒絕自我认同为「跨性別」，更倾向于“transsexual”的概念。（pp. 8, 34, 120–121）
在历史上，“transsexual”、“变性”一类的词汇曾是对跨性别者的主流称谓，并曾将其归类为精神病人，然而 21 世紀在相关医学问题上产生發展，許多 20 世紀相关的醫學觀點和做法現已被認為過時。尽管如此，精神病化、並受到醫學機構的嚴格審查的情況在世界許多地區依然存在。

## 術語
「transsexual」一詞在不同時期和不同語境下有不同的含義。在現代用法中，它通常指「希望透過醫療技術（如荷爾蒙治療或手術）來改變身體，以從一種社會性別或生理性別過渡到另一種社會性別或生理性別的人」。然而，在某些定義下，該詞不僅指已經接受醫療轉變的人，也包含有強烈意願改變生理性別的人，因此有人將其翻譯為「變性慾者」。
在跨性別社群內，“transsexual”、「變性者」一类的詞存在爭議，有時被認為是過時或帶有貶義的說法，因此現今較廣泛使用「跨性別」或簡稱「跨」。然而，由於歷史使用、醫學界的持續採用，以及部分人的自我認同，这样的词汇仍然存在於現代語言中。（pp. 742–744）
在理解這個主題時，需要注意社會性別與生理性別之間的區別。社會性別被定義為「一組社會、文化和語言規範，這些規範可歸因於某人的身份認同、表現方式或角色，例如陽剛、陰柔、中性或非二元性別」。而生理性別則被定義為「出生時由醫療專業人員根據生殖器的外觀進行指定，並伴隨著對染色體組成、性別認同、表現方式和角色的相關假設，這些特徵會在個體一生中逐漸展現，有時可能隨時間改變」。（pp. 277–278）

### 起源
諾曼·海爾（Norman Haire）報導稱，1921 年，德國的多拉·里希特（Dora Richter）在馬格努斯·赫希菲爾德的照護下開始進行手術性別過渡，最終於 1930 年成功完成生殖器重建手術（GRS）。1930 年，赫希菲爾德監督了第二例在同行評審期刊中詳細報導的生殖器重建手術，即丹麥的莉莉·艾爾伯之案例。1923 年，赫希菲爾德提出了德語詞彙「Transsexualismus」，之後，大衛·奧利弗·考德威爾（David Oliver Cauldwell）於 1949 年和 1950 年將「transsexualism」和「transsexual」引入英語。
考德威爾似乎是第一個使用該詞來指代希望改變生理性別的人。1969 年，哈利·本傑明聲稱他於 1953 年 12 月進行了這場演講，自己是第一位在公開演講中使用「transsexual」一詞的人。本傑明隨後在 1966 年出版的《變性現象》一書中推廣了這一術語，他在書中將變性者分為三個強度等級（後來被稱為「本傑明量表」）：「易性癖（非手術）」、「真易性癖（中等強度）」和「真易性癖（高強度）」。

### 與跨性別的關係
「跨性別」（transgender）一詞由約翰·奧利文（John Oliven）於 1965 年創造。到 1990 年代，「transsexual」已被視為「跨性別」這一傘狀術語的子類別。如今，「跨性別」一詞更為常見，許多跨性別者更喜歡使用「跨性別」這一稱呼，而拒絕「transsexual」一詞。然而，一些尋求醫學協助（例如性別肯定手術）以改變性特徵來符合自身性別認同的人則更偏好「transsexual」這一稱呼，並拒絕使用「跨性別」。一些拒絕「跨性別」標籤並自稱為「transsexual」的人認為，對於接受過性別肯定手術的人來說，他們的解剖性別已經改變，而性別認同則始終如一。
從歷史上看，一些人之所以更喜歡「transsexual」而非「跨性別」，是因為在 1950 年代至 1980 年代的醫學界鼓勵區分這兩個術語，並僅允許前者獲得醫療治療。另一些自我認同為變性者的人認為，那些不尋求性別肯定手術的人與那些選擇手術的人在本質上有所不同，兩者面臨的問題也不同，但這種觀點存在爭議。另一些人則認為，醫學程序並不會帶來如此深遠的影響，以至於將接受過手術者與未接受手術者（例如因經濟問題無法負擔手術的人）劃分為截然不同的類別。也有人反對「transsexual」這一術語，認為其描述的是與性別認同（gender identity）相關的狀況，而非與生理性別（sex）相關的概念。例如，美國第一位因性別肯定手術（由男性變為女性）而廣為人知的克莉絲汀·喬根森（Christine Jorgensen）便基於此理由，拒絕「變性者」一詞，而在報刊上自稱為「跨性別」。
反對使用「transsexual」一詞的一個常見論點是，它過度醫療化了跨性別者的經歷，過分關注診斷，或兩者皆是。（pp. 742–744）「跨性別」這一術語的興起，部分原因正是為了打破「變性」一詞所隱含的「醫療壟斷」轉變過程的觀念。
GLAAD 的媒體參考指南對「transsexual」一詞的使用提供了以下區別：
這是一個較早期的術語，起源於醫學和心理學界。正如同性戀社群拒絕「homosexual」一詞並改用「gay」與「lesbian」一樣，跨性別社群也逐漸捨棄「transsexual」一詞，而改用「transgender」（跨性別）。然而，仍有部分跨性別者自稱為「transsexual」。除非某人明確以「transsexual」來描述自己，否則不應使用該詞來形容他人。如果報導對象自稱為「transsexual」，則應將其作為形容詞使用，例如：「transsexual woman」（transsexual女性）或「transsexual man」（transsexual男性）。

### 術語差異
在英語中「transsexual」一詞通常用作形容詞，而非名詞，例如「transsexual person」而非單獨使用「a transsexual」。截至 2018 年，以名詞形式（如稱某人為「transsexual」）來指代個體的用法在變性社群內已經逐漸被摒棄。與其他跨性別者一樣，變性者希望被稱呼為符合其性別認同的代詞與術語。例如，跨性別男性（trans man）是指在出生時因生殖器外觀而被指定為女性，但其性別認同為男性，並且正在或已經轉變為男性性別角色的人。而「transsexual man」則進一步指的是已經擁有或將擁有男性化身體的人。transsexual有時會使用方向性術語來描述，例如「女變男」（female-to-male, F2M, FTM, F to M）用於變性男性，而「男變女」（male-to-female, M2F, MTF, M to F）則用於變性女性。
完成性別肯定手術的人有時被稱為「transsexed individuals」（已變性個體）。但需要注意，「transsexed」與「transsexual」有所區別，因為「transsexual」一詞也可指尚未接受 SRS、但心理性別與生理解剖性別不符的人。
「transsexual」一詞有一種較少見的變體拼寫——「transexual」（單 S），該變體起源於英國。例如，跨性別權利運動團體 The Transexual Menace 曾使用此拼法。（pp. 738）一些倡導者使用此拼法來去除該詞的病理化含義。（pp. 25）另一個罕見的同義詞為「transsex」。
「性別不安」與「性別認同障礙」這兩個術語直到 1970 年代才出現，當時勞布（Laub）與菲斯克（Fisk）發表了多篇關於易性症的研究，並引入了這些術語。在《精神疾病診斷與統計手冊》第四版（DSM-IV）中，「易性症」被「青春期與成人的性別認同障礙」所取代。
男變女易性症（MTF transsexualism）有時被稱為「哈利·本傑明症候群」（Harry Benjamin's syndrome），以紀念率先研究性別不安的內分泌學家哈利·本傑明。然而，隨著當代醫學對性別多樣性的研究範疇已遠超本傑明早期的描述，對此議題的理解更加全面。因此，「哈利·本傑明症候群」一詞受到批評，認為其貶低了其他具有不同經歷的性別多樣化人士。

### 性取向
自 20 世紀中葉以來，「同性戀transsexual」（homosexual transsexual）及相關術語曾被用來根據個體的出生性別來標示其性取向。許多來源批評這種措辭，認為其含義混淆，帶有「異性戀主義」（heterosexist），並且具有貶義，因為它以出生指定性別來標籤個體，而非其性別認同。性學家約翰·班克羅夫特（John Bancroft）最近也對自己過去使用這類術語表示遺憾，儘管當時這些詞彙屬於標準用語，特別是用於指稱跨性別女性。他表示，如今他會更加謹慎地選擇措辭。性學家查爾斯·艾倫·莫澤（Charles Allen Moser）同樣批評這類術語的使用。社會醫學科學家麗貝卡·喬丹-楊（Rebecca Jordan-Young）則批評西蒙·勒維（Simon LeVay）、J·麥可·貝利（J. Michael Bailey）和馬丁·拉盧米埃（Martin Lalumiere）等研究者，認為他們「完全未能理解性取向框架的替代視角所帶來的影響」。
在 1980 年代，心理學家朗·蘭格文（Ron Langevin）提出並推廣了「男性戀」（androphilia）與「女性戀」（gynephilia）這兩個術語，以描述個體的性取向，而不涉及其性別認同。類似地，在《精神疾病診斷與統計手冊》第四版（DSM-IV）中，也使用了「被男性吸引」、「被女性吸引」、「被兩者吸引」或「不被任何人吸引」等更為中立的描述方式。
許多跨性別者選擇根據自己的性別認同，而非出生指定性別來描述自己的性取向。

### 手术状态
有幾個術語在跨性別社群內廣泛使用，這些術語與跨性別者的手術或治療狀態相關，根據他們是否已經接受性別肯定手術、是否尚未接受但有意願進行，或是否無意接受手術來區分。一位「術前」（pre-operative，簡稱 "pre-op"）是指有意進行性別肯定手術（SRS），但尚未接受手術的transsexual。一位「術後」（post-operative，簡稱 "post-op"）是指已經接受過性別肯定手術（SRS）的transsexual。
「不手術」（non-operative，簡稱 "non-op"）是指未曾進行性別肯定手術，並且未來也無意進行此手術的transsexual。這其中可能有各種原因，從個人原因到財務考量都有。接受性別肯定手術並非成為transsexual的必要條件。演化生物學家兼跨性別女性朱莉婭·塞拉諾（其也認同自己是transsexual女性）批評社會過度關注性別肯定手術，認為這種做法具有男性中心主義，物化transsexual，並侵犯隱私。:229–231

## 歷史理解
跨性別（transgender）者自古以來就已經存在。許多社會擁有傳統的第三性別角色，或者以某種形式接受跨性別者。然而，準確的歷史難以確定，因為現代「跨性別」的概念以及性別本身，直到 20 世紀中葉才發展出來。因此，歷史上的理解不可避免地受到現代觀點的影響，並且直到 20 世紀晚期，這一議題主要被從醫學的角度來看待。
希波克拉底文集（詮釋希羅多德的著作）提到了「斯基泰人的疾病」（涉及 Enaree），並將其歸因於長時間在沒有馬鐙的情況下騎馬導致的陽痿。這一描述在 16 至 18 世紀的醫學文獻中被廣泛討論。1596 年，皮埃爾·佩蒂（Pierre Petit）將「斯基泰人的疾病」視為自然變異，但到了 18 世紀，學者們開始將其視為一種「憂鬱」或「歇斯底里」的精神疾病。到了 19 世紀初，人們普遍認為跨性別現象獨立於希波克拉底的觀點而存在，但仍缺乏詳細記錄。19 世紀初期的歐洲精神病院中記錄了跨性別女性與跨性別男性的案例。美國最早記錄的非典型性別者之一是 17 世紀的殖民地僕人 Thomas(ine) Hall。當時最完整的記錄是法國外交官艾昂騎士（Chevalier d'Éon，1728–1810）的生平記載。隨著 19 世紀晚期異裝現象的增加，社會對跨性別者的討論大幅增長，並試圖解釋跨性別的起源。許多研究來自德國，並被傳播至西方其他國家。在 19 世紀晚期之前，異裝行為主要被視為一種實用行為，例如用於諷刺或偽裝。然而，到了 19 世紀下半葉，異裝與跨性別逐漸被視為對社會的威脅。
1882 年，威廉·A·哈蒙德（William A. Hammond）撰寫了一篇關於跨性別者普韋布洛人「薩滿」（mujerados）的報告，並將其與「斯基泰人的疾病」相提並論。18 世紀末至 19 世紀的其他作家（包括哈蒙德在美國神經學會的同僚）也記錄了美洲原住民中普遍存在的跨性別文化。雖然他們對這些現象的解釋各不相同，但通常不將原住民的跨性別文化歸因於精神疾病，而是從宗教與道德的角度進行譴責。原住民文化對跨性別現象的研究提供了豐富的資料，甚至在二戰前的研究中占據了主導地位。
19 世紀末，德國開始出現對跨性別現象的批判性研究，馬格努斯·赫希菲爾德（Magnus Hirschfeld）是其中的重要人物。他在 1910 年提出了「Transvestit」（來自 19 世紀法語單詞 travesti，意為異裝），並在英語中被翻譯為「transvestite」（異裝者）。隨著跨性別研究範疇的擴大，赫希菲爾德於 1919 年創立了柏林性學研究所（Institut für Sexualwissenschaft）。儘管對赫希菲爾德的遺產存在爭議，但他的研究革新了這一領域。該研究所在 1933 年納粹掌權後被摧毀，其研究成果在當年 5 月的納粹焚書行動中遭到焚毀。跨性別議題在二戰期間幾乎從公眾視野中消失，直到戰後才重新受到關注。然而，當時的研究主要採用了法醫心理學的視角，而非早期德國研究所使用的性學方法。

### 20世纪的医学理解
雖然性別肯定手術（SRS）的記錄可追溯至公元 2 世紀，但現代形式的這類手術直到 20 世紀才開始出現。在這一背景下，哈利·本傑明提出，中等MTF（即男性至女性的變性者）可能會受益於雌激素治療，作為「手術的替代或準備階段」。在本傑明的觀點中，有些人可能接受了性別肯定手術，即使他們不符合真易性癖的定義，而另一些人則雖然符合他所謂「真易性癖」標準，卻並不想接受手術。「易性」（transsexuality）一詞首次被納入 1980 年的《精神疾病診斷與統計手冊第三版》（DSM-III），並在 1987 年的 DSM-III-R 版本中再次出現，當時被歸類於「通常在嬰兒期、兒童期或青少年期首次明顯出現的障礙」。
除了本傑明對 MTF 跨性別者的研究外，也有女性至男性（FTM）跨性別者的案例，但對於他們來說，生殖器手術可能不太可行。本傑明曾為 MTF 跨性別開具認證信，內容寫道：「他們的解剖學性別，即身體，是男性。他們的心理性別，即心靈，是女性。」從 1968 年開始，本傑明放棄了早期的術語，改為使用「性別認同」的概念。

## 醫學診斷
在《國際疾病分類》(ICD) 中，「易性症」不再被歸類為精神障礙。世界跨性別健康專業協會（WPATH）以及許多跨性別者曾建議取消這一分類，（pp. 743）認為將易性症視為「疾病」而非與生俱來的特点，顯示出部分心理健康專業人士的敏感度不足。目前，易性症已被重新歸類為性健康相關狀況，這一分類仍然使醫療體系能夠提供與性別相關的醫療服務。《國際疾病分類》第十一版 (ICD-11) 於 2018 年 6 月發布。在此之前，第十版 (ICD-10) 曾將易性症、雙重角色異裝癖及兒童性別認同障礙納入「性別認同障礙」類別。ICD-10 將易性症定義為：「一種希望以異性身分生活並被接受的願望，通常伴隨著對自身解剖性別的不適感或不適當感，以及希望通過手術和荷爾蒙治療，使身體盡可能符合所偏好的性別。」在 ICD-11 中，「易性症」被更名為「青春期或成年期的性別不一致」(HA60)，而「兒童性別認同障礙」則被更名為「兒童期的性別不一致」(HA61)。

ICD-11 中的 HA60 定義如下：
青春期及成年期的性別不一致（Gender Incongruence of Adolescence and Adulthood）指個體所經歷的性別與指定性別之間存在顯著且持續的不一致，這通常導致個體希望進行「性別過渡」（transition），以便通過荷爾蒙治療、手術或其他醫療服務，使身體在盡可能的範圍內與自身所經歷的性別保持一致，從而能夠按照該性別生活並被社會接受。該診斷不得在青春期開始之前確定（HA61 適用於青春期前的情況）。單純的性別多元表现與偏好並不足以構成該診斷的依據。
從歷史上看，易性症曾被納入美國精神醫學學會（APA）的《精神疾病診斷與統計手冊》（DSM）。在《DSM-5》中，易性症被移除作為診斷項目，並改以性别不安作為新的診斷。這一變更反映了 APA 成員的共識，即對性別肯定手術的渴望本身並不是一種疾病，跨性別者不應被不必要地污名化。透過納入性别不安的診斷，跨性別者仍能透過性別過渡過程獲得醫療照護。
目前，跨性別者尋求醫療治療時的診斷為性別不安。根據世界跨性別健康專業協會制定的照護標準，這一診斷標籤通常是獲得健康保險覆蓋的性別肯定治療的必要條件。此外，將性別認同障礙歸類為精神障礙，並不意味著可藉此污名化或剝奪性別患者的公民權利。

## 原因、研究和理论

### 對跨性別女性的關注多於跨性別男性
從歷史上看，醫學界在提供跨性別者醫療照護方面極度關注跨性別女性，而對跨性別男性的關注則相對較少。朱莉婭·塞拉諾認為，「女性氣質狂熱」（effemimania，即認為男性的女性表現比女性的男性表現更具病態）是其中的主要驅動因素。她將這種現象視為「厭跨女症」（transmisogyny），即厭惡跨性別女性的表現形式，這也是性別歧視的延伸。 :126–127這種「女性氣質狂熱」將男性同性戀、跨性別女性以及女性化的性別表現混為一談，並將它們視為一種疾病。:129塞拉諾還指出，醫學界長期以來對過時的理論（例如「幻想女性性兴奋」（autogynephilia））的迷戀，也是導致這種偏見的因素之一。:131

## 医疗援助
個人在選擇性別肯定治療時可能會有不同的決定，這可能包括激素治療、從小型到大範圍的手術、社會層面的改變以及心理介入。醫療介入的程度是一個高度個人化的選擇，並不存在放諸四海皆準的解決方案。

### 性别肯定激素治疗
跨性別者經常選擇男性化或女性化的性别肯定激素治疗（HRT）來改變其第二性徵。

### 性別肯定治療
性別肯定治療是指所有與性別肯定相關的醫療處置，適用於跨性別者與間性者。性別肯定手術（如睾丸切除术）可改變主要性徵，包括胸部手術（如乳房切除术或隆乳），此外，對於跨性別女性而言，可能還包括喉结缩小术、臉部女性化手術或永久性脫毛等程序。
為了獲得性別肯定治療，跨性別者通常需要接受心理評估，並根據世界跨性別健康專業協會（WPATH）發布的《照護標準》（Standards of Care，SOC）獲得性別認同障礙的診斷。這項評估通常伴隨諮詢，以協助個人適應所希望的性別角色，了解醫療處置的影響與風險，有時還包括心理治療。《照護標準》旨在作為指導方針，而非僵化規則，其目標是確保接受治療者獲得充分資訊，並具備良好的心理健康狀態，同時避免人們基於不切實際的期望而進行性別過渡。

#### 性别角色和过渡
在初步的心理評估後，跨性別男性與跨性別女性可能會開始接受醫療治療，通常從荷爾蒙替代治療（HRT）或荷爾蒙抑制劑開始。在這些情況下，尋求改變性別的人通常需要在接受生殖器手術前，先以其目標性別的身份生活至少一年，以獲取實際生活體驗（real-life experience, RLE），這一過程有時被稱為「真實生活測試」（Real-Life Test, RLT）。跨性別者可能會選擇接受部分、全部或不接受任何可用的醫療程序，這取決於個人感受、健康狀況、經濟能力等因素。有些人認為易性症是一種生理狀況，而非心理問題，因此主張應根據個人需求提供性別肯定治療。（Brown 103）
與其他跨性別者一樣，變性者可能會自稱為跨性別男性（trans men）或跨性別女性（trans women）。他們希望建立與自身認同性別相符的永久性別角色，並且許多人會選擇醫療介入作為表達性別認同的一部分。從一種生理性別與社會性別表現過渡為另一種的完整過程通常被稱為「性別過渡」（transitioning），這一過程通常需要數年時間。已完成過渡的跨性別者通常會改變自己的社會性別角色、法定姓名以及法律性別標註。
並非所有跨性別都會進行身體上的過渡。一些人因各種障礙或顧慮而無法或不願進行，例如手術費用高昂、醫療併發症的風險，或自身的健康狀況使得使用激素或進行手術變得危險。也有一些人不認同二元性別角色，或在過渡過程中找到適合自己的平衡點，無論他們是否認同二元性別。許多跨性別，包括認同二元性別的跨性別，並未進行生殖器手術，因為他們對自己的生殖器感到自在，或者擔心神經受損與可能失去性快感（包括無法達到高潮）。這種情況在跨性別男性（女跨男，FTM）中特別常見，他們中的許多人對目前的陰莖成形術（phalloplasty）感到不滿，因為該手術通常費用極高，不在健康保險的給付範圍內，且往往無法達到理想的效果。例如，陰莖成形術不僅無法產生完全自然的勃起，甚至可能無法實現勃起，其術後結果通常也缺乏陰莖的性敏感度。然而，在某些情況下，陰莖成形術的結果對跨性別男性來說仍然令人滿意。相比之下，更受歡迎的陰蒂成形術（metoidioplasty）價格相對低廉，且在性功能方面的效果明顯較佳。
跨性別的性取向可以是異性戀、同性戀、女同性戀或雙性戀；許多人在描述自己的性取向時，會根據自身的性別認同，而非出生時被指定的生理性別來選擇用詞。

### 心理治疗
試圖改變跨性別性別認同，使其符合出生時被指定的性別（即所謂的「轉換治療」）是無效的 。廣受認可的《照護標準》（Standards of Care）指出，有時對跨性別來說，唯一合理且有效的治療方式就是接受性別肯定治療。
跨性別的治療需求至關重要，因為未經治療的跨性別群體中，心理健康問題的發生率極高，包括憂鬱、焦慮、各類成癮問題，以及自殺率高於一般人口的情況。透過性別角色的轉變和/或身體特徵的改變，這些問題可以得到緩解。
許多跨性別與變性者的倡議者以及許多醫療照護者都指出，這些心理健康問題通常並非來自性別認同本身，而是來自社會和文化對於性別多元者的反應。一些跨性別拒絕《照護標準》所建議的心理諮詢，因為他們不認為自己的性別認同是心理問題的根源。
布朗（Brown）與朗斯利（Rounsley）指出：「一些跨性別為了獲得醫療與法律體系所賦予的權利，不得不順從相關機構對性別的傳統認知。」例如，變更法律文件上的性別，以及接受性別肯定手術等醫療需求，通常都難以在沒有醫生或治療師的批准下獲得。因此，一些跨性別認為自己被迫接受過時的性別觀念，只為了克服這些基本的法律和醫療障礙。

### 後悔和去性別過渡
接受性別肯定手術的人，日後可能會對手術感到後悔，主要與缺乏家庭或同儕支持有關。1990 年代的數據顯示，後悔率約為 3.8%。在 2001 年的一項研究中，針對 232 名接受性別肯定手術的跨性別女性（MTF）患者調查後發現，無人表示完全後悔，僅 6% 表示偶爾或部分後悔。2009 年的一項MEDLINE文獻回顧研究則估計，對手術產生疑慮或後悔的患者比例可能高達 8%。
2010 年的一項綜合研究，分析了 28 項針對跨性別男性與跨性別女性的長期研究，結果發現跨性別者在過渡後的整體心理狀況與一般人口相似，並且明顯優於未接受治療的變性者群體。

## 盛行率
对于transsexual群体的患病率估算，在极大程度上取决于研究中所采用的特定案例定义，因此不同研究的结果可能相差数倍乃至数十倍。在美国，《精神疾病诊断与统计手册》（DSM-V，2013 年版）所提供的估算数据如下：「对于出生时被指定为男性者（MTF），患病率约处于 0.005% 至 0.014% 区间；对于出生时被指定为女性者（FTM），患病率则为 0.002% 至 0.003%。」不过，该手册明确指出，这些数据可能存在低估情况，因为其是基于专科诊所的转诊数据得出的。
荷兰阿姆斯特丹性别不安诊所在过去四十年间，为约 95% 的荷兰跨性別群体提供了治疗服务。其 1997 年开展的一项研究估计，出生时指定为男性者的易性症患病率为 1:10,000，而出生时指定为女性者的易性症患病率为 1:30,000。
在 2007 年 WPATH（世界跨性别健康专业协会）第 20 届国际研讨会上，Olyslager 和琳·康維发表的一篇论文指出，依据他们以及其他相关研究的数据，实际患病率可能远高于传统估计值。他们提出的最低估计值为：MTF 为 1:4,500，FTM 为 1:8,000。他们还估算出，美国已完成手术的 MTF 人数约为 32,000，并由此推导出 MTF 患病率约为 1:2,500。此外，通过对比美国的性别肯定手术（SRS）年发生率与男性出生率，他们得出 MTF 患病率可能为 1:1,000；甚至基于 SRS 的增长趋势对未诊断的變性者进行推测，得出了 1:500 的数据。同时，他们还指出，美国前三大 SRS 外科医师已完成的 MTF 手术数量，便足以支撑 1:10,000 的估算值，而这尚未考虑其他美国及国际范围内的变性手术案例，这表明 1:10,000 的估算值可能偏低。
2008 年，针对新西兰护照持有者变更性别的统计数据显示，出生时被指定为男性者的跨性別比例约为 1:3,639，而出生时被指定为女性者的比例为 1:22,714。同年，在英国布里斯托举行的 LGBT 健康峰会上发布的报告显示，英国的跨性別者数量每年以 14% 的速度增长，且平均转换性别的年龄正呈上升态势。
尽管目前尚无关于性别认同障碍（GID）患病率的直接研究，但过去 20 年间发表的临床论文估算，出生时指定为男性者的 GID 患病率介于 1:7,400 至 1:42,000 之间，而出生时指定为女性者的 GID 患病率则介于 1:30,040 至 1:104,000 之间。
2015 年，美国全国跨性别平等中心（National Center for Transgender Equality）开展了一项全国性跨性别歧视调查。在 27,715 名受访者中，35% 的人认同自己为 「非二元性别」，33% 的人认同为跨性别女性，29% 的人认同为跨性别男性，3% 的人认为 「异装者」（crossdresser）最能描述其性别认同。
2016 年的一项系统性回顾与综合分析，对 27 项研究中关于跨性別定义的不同影响进行了审视，得出的平均患病率（mP）如下
- 接受手术或荷尔蒙治疗者，每 100,000 人中约 9.2 人（95% 置信区间：4.9–13.6），相当于 1:11,000；
- 被诊断为跨性别相关医学状况者，每 100,000 人中约 6.8 人（95% 置信区间：4.6–9.1），相当于 1:15,000；
- 若以自我报告的跨性别认同作为标准，则每 100,000 人中约 355 人（95% 置信区间：144–566），相当于 1:282。然而，若排除一项异常值研究將結果提升到 871人（95% 置信区间=519-1,224），估算值将提升至 1:115。该分析同时发现，不同研究之间的结果存在显著的异质性。[87]

此外，患有自闭症谱系障碍（ASD）或精神分裂症（schizophrenia）的人群，相较于普通人口，更具有成为跨性別的可能性。
| 国家   | 刊物                         | 年   | 男性发病率 | 女性发病率 |
| ------ | ---------------------------- | ---- | ---------- | ---------- |
| 美国   | DSM-IV                       | 1994 | 1:30,000   | 1:100,000  |
| 尼德蘭 | 临床内分泌与代谢杂志         | 1997 | 1:10,000   | 1:30,000   |
| 美国   | 国际变性杂志                 | 2007 | 1:4,500    | 1:8,000    |
| 新西兰 | 澳大利亚和新西兰精神病学杂志 | 2008 | 1:3,639    | 1:22,714   |
| 美国   | 性医学杂志                   | 2016 | 1:11,000   | 1:15,000   |

## 社會與文化
許多美洲原住民和第一民族文化中，傳統上對於不符合該文化中典型男性或女性角色的個體，設有特定的社會與儀式性角色。由於不同部族的性別角色（若存在）差異很大，這些角色的具體形式也有所不同。然而，近年來，在美洲原住民LGBT群體中，一種泛印第安（pan-Indian）身份——雙靈（Two-Spirit）——逐漸興起。

### 法律和社會方面

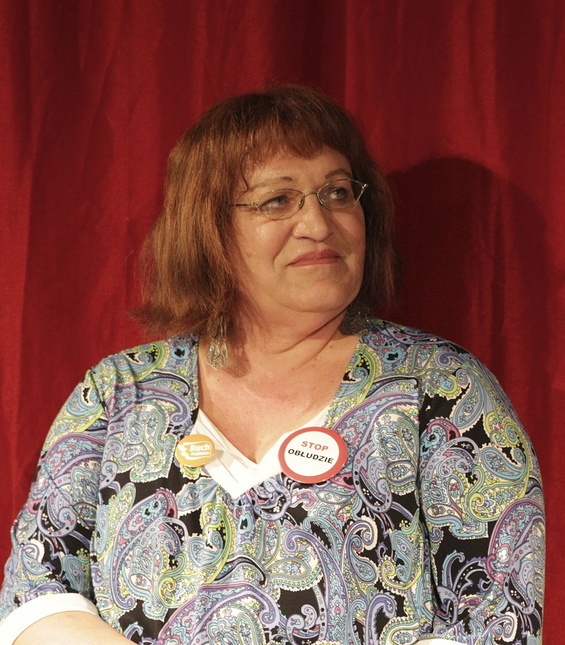
波蘭的安娜·格羅茲卡（Anna Grodzka）是歐洲歷史上第一位接受性別肯定手術的跨性別國會議員。

关于跨性別者法律地位变更的法律因国家而异。有些司法管轄區允许个人更改姓名，有时也允许更改法律性别，以反映其性别认同。在美国，一些州允许修改或完全更换原始出生证明。有些州会对早期记录进行封存，除非有法院命令，以保护跨性別者的隐私。
在许多地方，出生记录或其他法律性别标识无法更改，尽管这种情况正在逐步改变。Estelle Asmodelle 的书记录了她争取修改澳大利亚出生证明和护照法律的斗争，而其他一些个人也在推动法律变革方面发挥了重要作用，从而使跨性別者获得更多的社会认可。
大多数西方国家都提供针对跨性別者的医疗治疗。然而，跨性別者挑战了许多文化中的「规范」性别角色，因此常常面临严重的仇恨和偏见。电影《男孩別哭》讲述了跨性别男性布蘭登·蒂納的故事，他在身份被发现后遭到强奸并被谋杀。1999 年，布蘭登被纪念于首个跨性別追悼日。该纪念日每年 11 月 20 日由跨性别群体和全球 LGBT+ 组织共同纪念。
允许更改出生记录的司法管轄區通常允许跨性別者与其性别认同的异性结婚并收养子女。而禁止同性婚姻的司法辖区往往要求在更改出生证明之前，必须先解除跨性別者在变性前缔结的婚姻。
医疗手册、专业新闻写作格式指南和 LGBT 倡导组织建议他人采用跨性別者本人认同的姓名和代词，包括在提及其过去时也使用符合其性别认同的表达方式。对于因代词用法或性别定义而感到困惑的家人和朋友，通常由跨性別者本人、专业人士或熟悉跨性別者代词使用规则的其他人士进行指导。有时，跨性別者需要多次纠正朋友和家人，才能使他们稳定使用符合其性别认同的代词。根据朱莉婭·塞拉諾的说法，故意错误使用跨性別者的性别代词是一种「傲慢的行为，旨在贬低和羞辱跨性別者」。
根据《美國身心障礙者法》第 12211 条，易性症和「非由生理损伤导致的性别认同障碍」被明确排除在该法案的保障范围之外。但性別不安并未被排除。

#### 就业问题
公開跨性別身份的人在就業方面可能面臨困難。大多數人需要在過渡期間維持工作，以支付生活費和過渡相關費用。然而，對跨性別者的就業歧視相當普遍，許多人在出櫃後或被動暴露身份後遭到解僱。跨性別者必須決定是在現有工作崗位上進行過渡，還是等到社會性別過渡後再尋找新工作。此外，他們在職場中還面臨許多壓力，例如擔心同事對過渡的負面反應、在更改姓名後喪失過去的工作經驗，甚至連選擇使用哪一間洗手間都可能成為挑戰。對於處於過渡期的跨性別者來說，找到工作尤其困難。
許多國家的姓名和性別更改法規，使得跨性別者難以向雇主隱瞞自己的跨性別身份。由於哈利·本傑明護理標準（Harry Benjamin Standards of Care）要求在接受性別肯定手術（SRS）前必須經歷一年的實際生活體驗（Real Life Experience），這導致一些人陷入「兩難困境」（Catch-22），即他們必須在無法順利就業的情況下完成這一年的要求，從而影響他們獲得SRS的機會。
在許多國家，法律對基於性別認同或性別表現的職場歧視提供保護，包括對於陽剛的女性和陰柔的男性的保護。越來越多的公司在其反歧視政策中納入了「性別認同與表現」條款。然而，這些法律和政策通常無法涵蓋所有情況，並且執行力度也可能不足。例如，加州的反歧視法明確保護跨性別者在職場的權益，並禁止雇主因員工的性別認同而解僱或拒絕雇用。而在歐盟，根據歐洲法院在P訴S及康沃爾郡議會案（P v S and Cornwall County Council）中的裁決，跨性別者的就業權益受到性別歧視保護。
根據美國「全國跨性別歧視調查」（National Transgender Discrimination Survey）：
- 44% 的受訪者因為是跨性別者而未能獲得應聘的工作。
- 36% 的跨性別女性因歧視而失去工作，相較之下，跨性別男性的比例為 19%。
- 54% 的跨性別女性和 50% 的跨性別男性曾在職場中遭受騷擾。
- 因歧視被解僱的跨性別者，其自殺嘗試率比普通人口高 34 倍。

這些數據顯示，就業歧視對跨性別者的職業發展和心理健康帶來了嚴重影響，即便法律提供了一定程度的保障，現實中的挑戰仍然存在。

### 隱身
许多跨性別者男性和女性选择完全以其性别认同的身份生活，而不透露其出生时指定的性别。 这种做法有时被称为「隐身」（stealth）。隐身的跨性別者选择不公开自己的过去，原因多种多样，包括对歧视的恐惧以及对人身暴力的担忧。:63也有一些案例表明，跨性別者的身份被发现后可能会被拒绝提供医疗服务，无论是由患者自行透露，还是被医生无意间发现。

### 在媒体中
在跨性別者出现在主流电影和电视节目之前，Aleshia Brevard——一位于 1962 年接受手术的跨性别女性:3 ——在 1960 至 1970 年代活跃于好莱坞和纽约，担任演员:141 和模特:200。尽管她出演了八部好莱坞电影，并登上了当时大多数热门综艺节目（包括《迪恩·马丁秀》），并且曾是《雷德·斯凯尔顿秀》和《只此一生》的常驻演员，但她从未饰演过跨性別者角色。后来，她回到大学教授戏剧与表演。

### 在選美
自 2004 年起，为了选出全球最美的跨性別者，一项名为「世界最美跨性別者比赛」（The World's Most Beautiful Transsexual Contest）的选美比赛在内华达州拉斯维加斯举行。该比赛接受手术前和手术后的跨性别女性参赛，但要求提供其出生时的性别证明。2004 年的冠军是一位名叫 Mimi Marks 的女性。
Jenna Talackova，这位 23 岁的女士，促使當勞·特朗普及其主办的「加拿大环球小姐」选美比赛撤销对跨性别选手的禁令，并于 2012 年 5 月 19 日在多伦多参与比赛。2013 年 1 月 12 日，Kylan Arianna Wenzel 成为首位在當勞·特朗普修订规则后，正式获得准许参加环球小姐组织选美比赛的跨性别女性。在此前一年，环球小姐赛事官员在得知 23 岁的加拿大小姐 Jenna Talackova 是跨性别者后，曾取消其参赛资格，而 Wenzel 是自那以后首位参加比赛的跨性别女性。